# 8451 Гайдай
8451 Гайдай (8451 Gaidai) — астероїд головного поясу, відкритий 11 вересня 1977 року.
Тіссеранів параметр щодо Юпітера — 3,298.